# 李亮 (1979年)
李亮（1979年2月—），国家杰出青年科学基金获得者，苏州大学教授，英国皇家化学会会士。

## 生平
2001年本科毕业于安徽师范大学物理系，2006年于中国科学院固体物理研究所获博士学位。先后在新加坡国立大学、日本产业技术综合研究所、日本国立物质材料研究所、加拿大西安大略大学访问研究。2012年入职苏州大学，现任苏州大学物理科学与技术学院院长、教授、博士生导师，薄膜材料江苏省重点实验室主任。

## 学术贡献
主要从事光电材料和能源材料研究工作。在Adv. Mater.、Nat. Commun.等刊物发表SCI论文280余篇，获授权发明专利15项。主持中组部青年千人计划、国家优秀青年科学基金、国家杰出青年科学基金、国家自然科学基金重点项目等项目多项。

## 社会兼职
中国材料研究学会理事，Energy Materials and Devices期刊副主编，J Mater. Sci. Technol.期刊学科副主编。

## 荣誉
- 2020年，当选瑞典先进材料国际联合会（IAAM）会士
- 2023年，当选英国皇家化学会（RSC）会士